# Irish League 1919-1920
L'Irish League 1919-1920 è stata la 26ª edizione della prima divisione del campionato nordirlandese di calcio.
Il campionato riprese regolarmente dopo la prima guerra mondiale, parteciparono otto squadre e il Belfast Celtic vinse il titolo.

## Classifica finale
| Pos. | Squadra        | G  | V  | N | P  | GF | GS | Punti |
| ---- | -------------- | -- | -- | - | -- | -- | -- | ----- |
| 1    | Belfast Celtic | 14 | 10 | 3 | 1  | 27 | 6  | 23    |
| 2    | Distillery     | 14 | 7  | 6 | 1  | 26 | 9  | 20    |
| 3    | Glentoran      | 14 | 8  | 3 | 3  | 29 | 10 | 19    |
| 4    | Shelbourne     | 14 | 3  | 7 | 4  | 16 | 21 | 13    |
| 5    | Linfield       | 14 | 4  | 4 | 6  | 8  | 11 | 12    |
| 6    | Glenavon       | 14 | 3  | 4 | 7  | 21 | 28 | 10    |
| 7    | Cliftonville   | 14 | 2  | 5 | 7  | 11 | 22 | 9     |
| 8    | Bohemians      | 14 | 2  | 2 | 10 | 7  | 38 | 6     |

G = Partite giocate; V = Vittorie; N = Nulle/Pareggi; P = Perse; GF = Goal fatti; GS = Goal subiti; 